# Dabu, Ruyuan
Dabu är en köping i sydöstra Kina. Den ligger i Ruyuan autonoma härad för yao-folket i staden Shaoguan i provinsen Guangdong, omkring 160 kilometer norr om provinshuvudstaden Guangzhou. Antalet invånare är 7 293. Befolkningen består av 3 484 kvinnor och 3 809 män. Barn under 15 år utgör 19,0 %, vuxna 15-64 år 66 %, och äldre över 65 år 13,0 %.